# Jure Dobelšek
Jure Dobelšek, slovenski rokometaš reprezentant, * 1. april 1984, Celje. 
Od leta 1994 je bil Dobelšek član Rokometnega kluba Gorenje Velenje, iz katerega je po sezoni 2008/09 prestopil v Rokometni klub Cimos Koper, kjer igra na položaju levega krila in nosi dres številka 3. Rokometno pot je začel pri desetih letih. 